# Hilgertshausen-Tandern
Hilgertshausen-Tandern település Németországban, azon belül Bajorországban. Lakosainak száma 3414 fő (2023. december 31.).

## Népesség
A település népessége az elmúlt években az alábbi módon változott:
| Lakosok száma | 1750 | 814  | 3146 | 3148 | 3266 | 3307 | 3404 | 3423 | 3408 | 3414 |
|               | 1970 | 1975 | 2011 | 2012 | 2014 | 2015 | 2017 | 2019 | 2022 | 2023 |